# Gerichtsbezirk Mondsee
Der Gerichtsbezirk Mondsee (Mondseeland) war ein dem Bezirksgericht Mondsee unterstehender Gerichtsbezirk im politischen Bezirk Vöcklabruck (Bundesland Oberösterreich). Per 1. Juli 2013 wurde der Gerichtsbezirk aufgelöst und das Gebiet dem Gerichtsbezirk Vöcklabruck zugewiesen.

## Geschichte
Der Gerichtsbezirk Mondsee wurde durch einen Erlass des k.k. Oberlandesgerichtes Linz am 4. Juli 1850 geschaffen und umfasste ursprünglich die zwölf Steuergemeinden Au, Hof, Innerschwand, Laiter, Mondsee, Oberaschau, Oberwang, Rabenschwand, Sankt Lorenz, Tiefgraben, Unterach und Zell am Moos, wobei das Bezirksgericht ursprünglich dem Landesgericht Salzburg unterstellt war.
Der Gerichtsbezirk bildete im Zuge der Trennung der politischen von der judikativen Verwaltung
ab 1868 gemeinsam mit den Gerichtsbezirken Frankenmarkt, Schwanenstadt und Vöcklabruck den politischen Bezirk Vöcklabruck.
Durch Gemeindezusammenlegungen reduzierte sich die Anzahl der Gemeinden nach und nach auf acht Gemeinden. 
Die im Sinne der Verwaltungsreform sowie Budgeteinsparungen 2011/12 begonnene Diskussion über die Schließung von Bezirksgerichten und die Auflösung von Bezirksgerichten führte schließlich zur Entscheidung, den Gerichtsbezirk Mondsee aufzulösen, da das zuständige Bezirksgericht über nur eine Richterstelle verfügte.
Die Auflösung des Gerichtsbezirks Mondsee wurde schließlich im Juni 2012 verordnet und wurde per 1. Juli 2013 amtswirksam.

## Gerichtssprengel
Der Gerichtssprengel umfasste mit den acht Gemeinden Innerschwand am Mondsee, Mondsee, Oberhofen am Irrsee, Oberwang, Sankt Lorenz, Tiefgraben, Unterach am Attersee und Zell am Moos den südwestlichen Teil des politischen Bezirks Vöcklabruck. 